# Pedro Ansa
Pedro Ansa, né le 6 avril 1957, à Barcelone, en Espagne, est un ancien joueur de basket-ball espagnol. Il évoluait au poste d'ailier.

## Palmarès
- Champion d'Espagne 1981, 1983
- Coupe du Roi 1978, 1979, 1980, 1981, 1982, 1983
- Coupe des coupes 1985
- Coupe intercontinentale 1985